# Tigre Hotel
El Tigre Hotel fue un hotel de gran categoría a orillas del Río Luján, en la localidad de Tigre. Fue inaugurado en 1890 y a su lado se construyó el Tigre Club.

## Historia
Ya en las últimas década del siglo XIX, Tigre era lugar de práctica de deportes náuticos, paraje de veraneo y de moda, y debía tener un hotel como centro de reuniones y de eventos sociales. La idea de la construcción del Tigre Hotel nació de un grupo de entusiastas remeros en la “Pulpería del Portugués” de Buenos Aires, según cuenta uno de ellos, Santiago Calzadilla, en una nota del 13 de febrero de 1870.
Se buscó el predio y se decidió por el área de confluencia del río Las Conchas (hoy, río de la Reconquista) con el río Luján. El proyecto fue diseñado por el ingeniero Emilio Mitre y financiado por este, Ernesto Tornquist y Luis García. La construcción se inició en 1873 y el hotel fue inaugurado el 12 de febrero de 1890.
El edificio tenía planta baja y tres pisos, su fachada exhibía un imponente trabajo de madera y remataba en un coronamiento compuesto de un mirador y una torre. Tenía paneles tallados, grandes espejos embutidos y salones con suntuosa decoración. Había un ascensor, que era único en la zona, y calefacción en todos los ambientes. Las habitaciones del hotel estaban bien orientadas y había una terraza al frente, a la que se accedía mediante una escalinata de mármol. En la planta baja, se encontraba un salón comedor con capacidad para doscientas personas, un salón para damas y confitería y también salones de billar y “smoking rooms”. Asimismo, disponía de canchas de tenis, cricket y una pista de patinaje. Con el tiempo se construyó un espacioso garaje para los automóviles de los huéspedes, donde de generó el fuego que originó el mito del incendio.
El 15 de noviembre de 1895 se solicita autorización para instalar un casino con juegos variados, y se promete ofrecer veladas con juegos de artificio, orquesta permanente y otros atractivos a orillas del río Luján. La solicitud fue concedida en esa misma fecha. Posteriormente se construyó un patio andaluz y luego un hermoso jardín de invierno.
En 1912, se inauguraba junto al hotel el Tigre Club. En 1916, el edificio fue renovado completamente, acorde a los gustos de la elite económica de los años del Centenario, y en sus salones ocurrieron fiestas y bailes adonde se reunía la aristocracia porteña, en su mejor época gracias al éxito del modelo agroexportador. La Gran Depresión que comenzó en 1929 fue el punto final de ese modelo económico, y el comienzo del declive de esa clase enriquecida por su producción agrícola y ganadera. 
En 1934 el Tigre Hotel cerró sus puertas definitivamente, luego de una progresiva decadencia que comenzó en 1922 y se hizo notoria a partir de la crisis del '30 y la muerte en 1931 de quien fuera su dueño desde el fin de siglo, Ludovico Shaffer. Ya en 1934, el público prefería Mar del Plata, que para esa época se había convertido en una esplendorosa ciudad balnearia. Al fracasar los remates judiciales programados por su nuevo dueño, el Banco Hipotecario, que intentó subastarlo, se ordenó su demolición y la venta de sus pertenencias entre 1934 y 1941. El remate judicial de las pertenencias fue ordenado por el juez en lo civil Manuel Orus (secretaría de Lucio Menéndez; martillero Alberto Martín) [2]. Luego de la demolición que concluyó en 1941, el predio quedó abandonado. En el predio baldío que quedó, funcionó la terminal de la línea 60, hasta que se construyó el edificio del Concejo Deliberante de la Municipalidad de Tigre, y parte del parque del Museo de Arte de Tigre (Ex Tigre Club).

## Galería

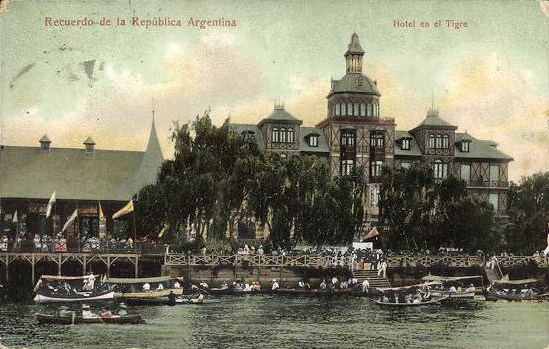
El Tigre Hotel en la década de 1900
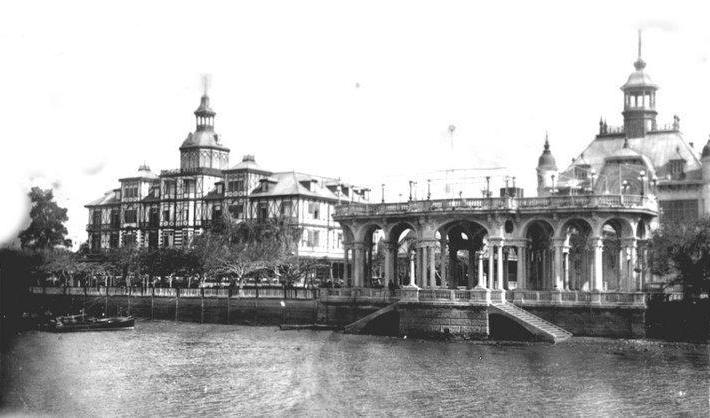
El Tigre Hotel (izq.), ya acompañado por el Tigre Club (der.), década de 1910
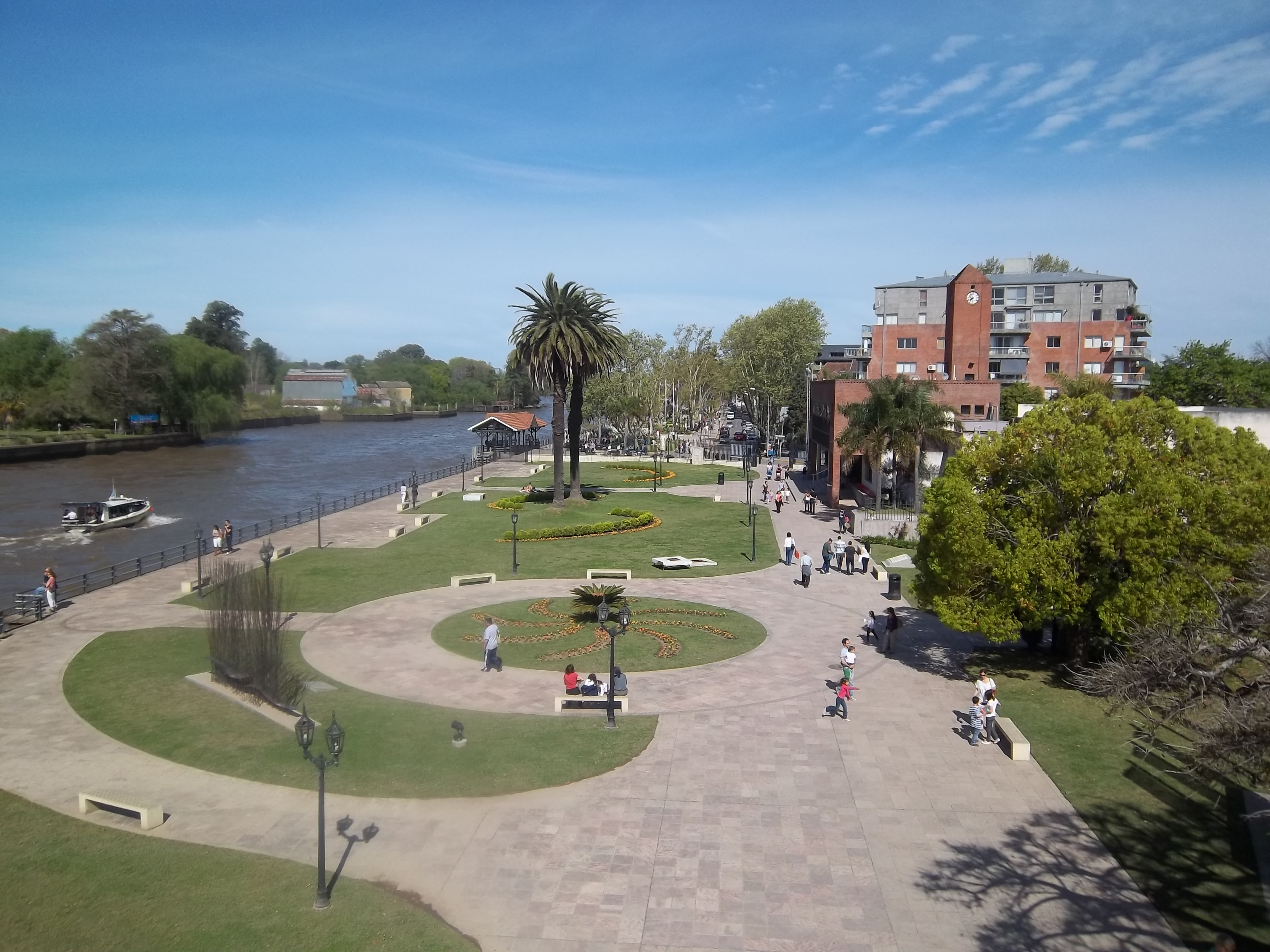
El sitio del hotel, es hoy el parque del Museo de Arte